# Goran Drulić
Goran Drulić (en serbe en écriture cyrillique : Горан Друлић), né le 17 avril 1977 à Negotin (Yougoslavie aujourd'hui en Serbie), est un footballeur serbe qui évoluait au poste d'attaquant en équipe de RF Yougoslavie.

## Carrière
- 1995-1996 : Étoile rouge de Belgrade  RF Yougoslavie
- 1996-1997 : FC Barcelone B  Espagne
- 1997-2001 : Étoile rouge de Belgrade  RF Yougoslavie
- 2001-2005 : Real Saragosse  Espagne
- 2005-2006 : KSC Lokeren  Belgique
- 2006-2008 : OFI Crète  Grèce
- 2008- : AO Kavala  Grèce

## Palmarès

### En équipe nationale
- 4 sélections et 0 but avec l'équipe de RF Yougoslavie entre 2000 et 2001.

### Avec l'Étoile Rouge de Belgrade
- Champion de Yougoslavie en 2000 et 2001.
- Vainqueur de la Coupe de Yougoslavie en 1999 et 2000.

### Avec le Real Saragosse
- Vainqueur du Coupe d'Espagne de football en 2004.
- Vainqueur de la Supercoupe d'Espagne en 2004.